# Ferran
Ferran (okzitanisch gleichlautend) ist eine südfranzösische Gemeinde mit 132 Einwohnern (Stand: 1. Januar 2022) im Zentrum des Départements Aude in der Region Okzitanien (vor 2016 Languedoc-Roussillon). Die Gemeinde gehört zum Arrondissement Carcassonne (bis 2017 Limoux) und zum Kanton La Piège au Razès. Die Einwohner werden Ferranois genannt.

## Lage
Ferran liegt etwa 26 Kilometer westsüdwestlich von Carcassonne in der ehemaligen Grafschaft Razès. Umgeben wird Ferran von den Nachbargemeinden Brézilhac im Norden, Cailhavel im Nordosten und Osten, Cailhau im Osten und Südosten, Gramazie im Süden, Mazerolles-du-Razès im Südwesten und Westen sowie Fenouillet-du-Razès im Westen und Nordwesten.

## Bevölkerungsentwicklung
| Jahr                       | 1962 | 1968 | 1975 | 1982 | 1990 | 1999 | 2006 | 2019 |
| Einwohner                  | 108  | 83   | 59   | 70   | 57   | 64   | 99   | 120  |
| Quellen: Cassini und INSEE |      |      |      |      |      |      |      |      |